# 久野遥子
久野 遥子（くの ようこ、1990年 - ）は、日本のアニメーター、漫画家、映像作家。

## 概要
茗溪学園中学校・高等学校、多摩美術大学美術学部グラフィックデザイン学科卒業。卒業制作作品『Airy Me』をきっかけに、岩井俊二が監督した『花とアリス殺人事件』のロトスコープアニメーションディレクターとなる。

## 作品[3]

### 映像作品
- Cuushe
  - 「Airy Me」 MV（2013年）
  - 「Magic」 MV - 田島太雄との共同制作（2020年）
- 花とアリス殺人事件（2015年）
- テクネ 映像の教室 「ROTO SPREAD」（2016年）
- おかあさんといっしょ 人形劇ガラピコぷ〜（2016年）
- クレヨンしんちゃん
  - クレヨンしんちゃん 襲来!!宇宙人シリリ（2017年）
  - クレヨンしんちゃん 爆盛!カンフーボーイズ〜拉麺大乱〜（2018年）
  - クレヨンしんちゃん 新婚旅行ハリケーン 〜失われたひろし〜（2019年）
  - クレヨンしんちゃん 激突! ラクガキングダムとほぼ四人の勇者（2020年）
  - クレヨンしんちゃん もののけニンジャ珍風伝（2022年）
- 宝石の国（2017年）
- ペンギン・ハイウェイ（2018年）
- 東アジア文化都市2019豊島 PR映像 - 山下敦弘との共同制作（2018年）
- ドラえもん
  - 11月限定アイキャッチ（2019年）
  - 1月限定アイキャッチ（2020年）
  - 3月限定アイキャッチ（2020年）
- BEASTARS（2019年）
- 聖獣麒麟クリエイティブリレー#4（2019年）
- SUPER SHIRO #37（2020年）
- ルミネカード10%OFFキャンペーン アニメーション（2020年）
- からかい上手の高木さん3（2022年）絵コンテ
- 日本マクドナルド「魔女のお届けもの ヨーロッパバーガーズ」（2024年）アニメーションディレクター・キャラクターデザイン[4]
- 化け猫あんずちゃん（2024年）監督・キャラクターデザイン（ 山下敦弘との共同監督）

### イラストレーション
- Cuushe
  - 「Butterfly Case」（2013年）
  - 「Night Lines」（2015年）
  - 「WAKEN」（2020年）
- スカート
  - 「CALL」（2016年）
  - 「20/20」（2017年）
- 廣瀬真理子とpurple haze 「Dorian Fellows」（2017年）
- 新千歳空港国際アニメーション映画祭2018 - メインビジュアル（2018年）
- IMART 国際マンガ・アニメ祭 Reiwa Toshima - メインビジュアル（2019年）
- クレヨンしんちゃん
  - クレヨンしんちゃん 激突! ラクガキングダムとほぼ四人の勇者 - ティザービジュアル（2019年）
  - アニメ『クレヨンしんちゃん』30周年記念イラスト（2022年）[5]
- ルミネカード10%OFFキャンペーン - ポスタービジュアル（2020年）
- 加藤シゲアキ 『オルタネート』 - 装画（2020年）

### 漫画
- 甘木唯子のツノと愛（『月刊コミックビーム』2017年5月号 - 2017年7月号連載[6]、2017年7月24日発売[7]、KADOKAWA、ISBN 978-4-04-734490-7）
  - 単行本に読切「透明人間」「へび苺」「IDOL」収録[7]
- わたしの彼氏（『月刊コミックビーム』2023年4月号[8]） - 読み切り[8]

## 受賞
- 第19回学生CGコンテスト 最優秀賞
- 第12回エンターブレインえんため大賞 - 久野酸素名義[6][9]
- 第17回文化庁メディア芸術祭アニメーション部門新人賞[7][10]
- 第21回文化庁メディア芸術祭マンガ部門新人賞[7][11]
- 東京アニメアワード2014短編コンペティション優秀賞（『Airy Me』）[12][13]
- 第11回SKIPシティ国際Dシネマ映画祭奨励賞[14]